# Кухль
Кухль — торгове містечко в австрійській землі Зальцбург. Містечко належить округу Галлайн (округ).
Кухль на мапі округу та землі.

## Галерея

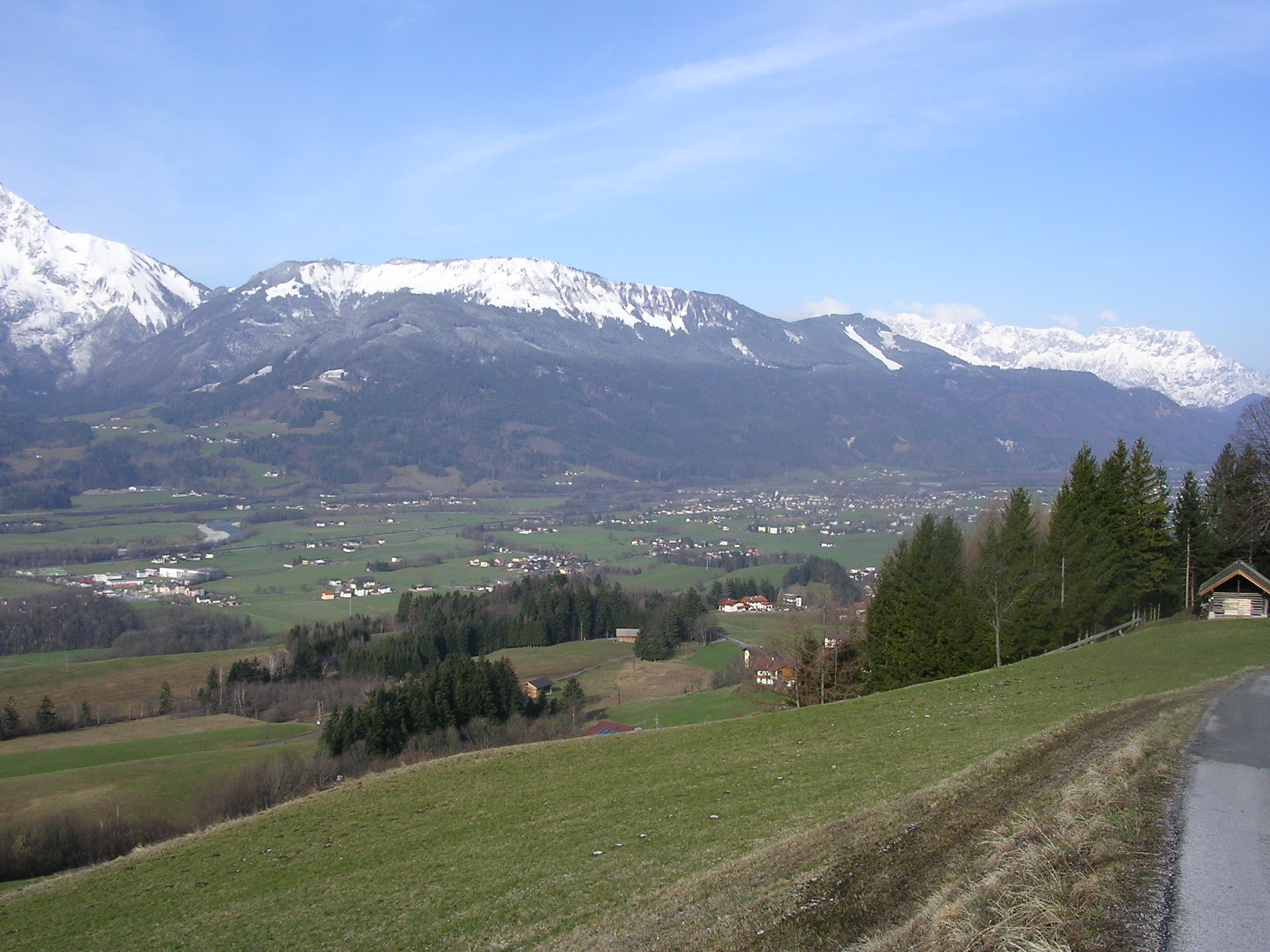
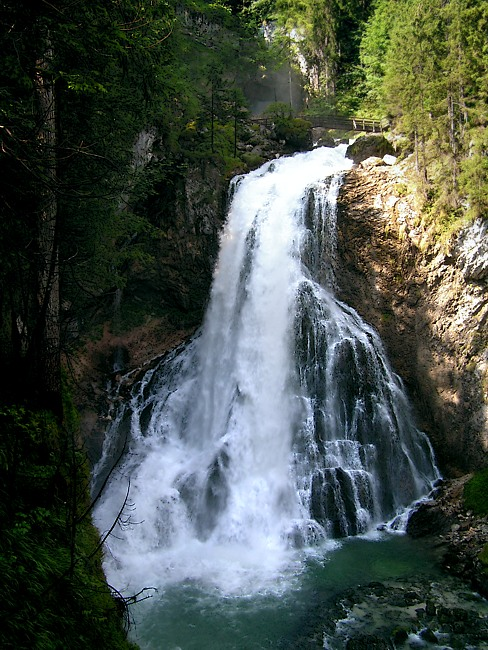
Водоспад Голлінгер
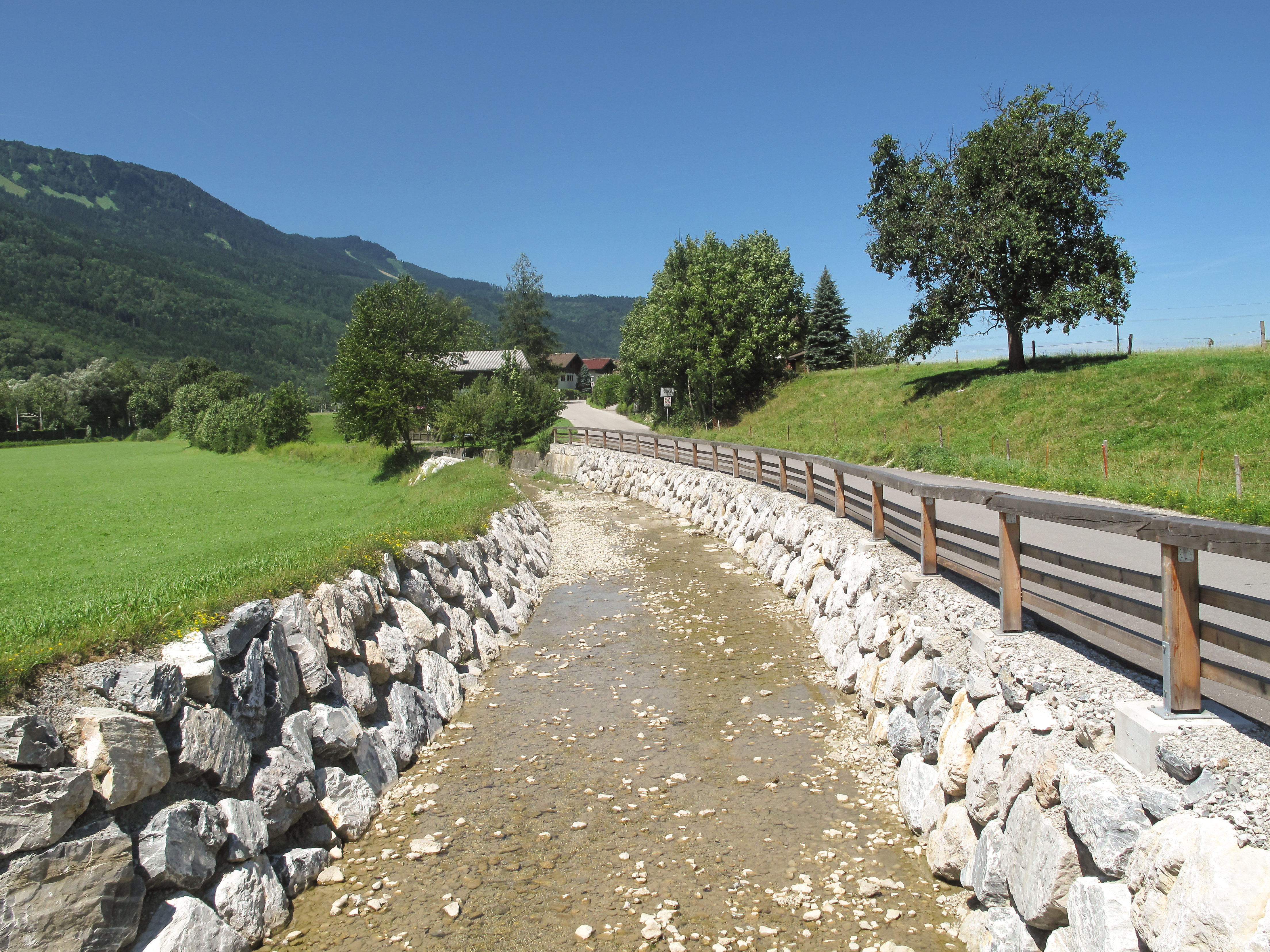